# Lithocarpus rosthornii
Lithocarpus rosthornii là một loài thực vật có hoa trong họ Cử. Loài này được (Schottky) Barnett mô tả khoa học đầu tiên năm 1944.